# Мунгики
Мунгики (кикуйю — множество, объединённые люди) — кенийская запрещенная (с 2002) политико-религиозная группа, возрождающая традиционную африканскую религию. Зародилась на волне восстания мау-мау. Получила известность в связи с массовыми убийствами и стычками с полицией. Секта рекрутирует своих членов из народности кикуйо, разрешает табакокурение и выступает за женское обрезание .